# Otacilia yangmingensis
Otacilia yangmingensis (лат.) — вид аранеоморфных пауков рода Otacilia из семейства Phrurolithidae.

## Распространение
Встречаются в Китае (Хунань, Mt. Yangming).

## Описание
Мелкие пауки, длина тела около 3 мм (самки от 3,27 до 4,29 мм; самцы от 3,04 до 3,16 мм). Основная окраска желтовато-коричневая с серыми и чёрными отметинами. Хелицеры с двумя щетинками на передней стороне. Формула ног: 4123. Распределение шипиков на ногах: бёдра I–d2-pl4, II–d1-pl2, III–d1, IV-d1; голени I–II с несколькими парами вентральных шипиков. Пальпы самцов с одним простым апофизисом RTA (ретролатеральный голенный апофизис), а гениталии их самок со сравнительно длинной, сильно склеротизированной сперматекой. 
Наземные пауки, обитающие в опавших листьях на лесной подстилке.

## Таксономия и этимология
Вид был впервые описан в 2016 году группой китайских арахнологов (Jin C., Fu L., Yin X. C., Zhang F.; Hebei University, Баодин, Хэбэй, Китай) по материалам из Китая. Включён в видовую группу armatissima-group. Видовое название происходит от имени места обнаружения (Mt. Yangming).